# Перша південнокорейська республіка

Перша південнокорейська республіка — перший незалежний південнокорейський уряд, що керував країною в період з 1948 по 1960. Його попередником був американський військовий уряд в Кореї, що працював в країні з 1945 по 1948. Перша республіка була сформована 15 серпня 1948 року, на чолі з Лі Син Маном як першим президентом. Урядом була проголошена незалежність всього Корейського півострова, хоча воно мало владу тільки над південною частиною (на південь 38-ї паралелі). Вступу на посаду уряду Лі Син Мана передували вибори до Конституційної асамблеї 10 травня 1948 року. Перша конституція країни була прийнята Парламентом Республіки Корея Національною Асамблеєю 17 липня. За конституцією, Південна Корея була республікою з сильною президентською владою.